# Шешенин, Владимир Сергеевич
Владимир Сергеевич Шешенин (род. 10 марта 1989, Екатеринбург) — российский автогонщик, мастер спорта.
Семья
Отец Шешенин Сергей
Мать Шешенина Оксана
Сестра Шешенина Александра 
Брат Шешенин Лев 
Женат на Каролине

## Карьера
Первый опыт управления картом Шешенин получил в шестилетнем возрасте, а уже с девяти лет начал выступать в региональных соревнованиях. На профессиональный уровень выступлений Владимир вышел в 2001 году, дебютировав в чемпионате страны по картингу; в российских картинговых турнирах он выступал до 2008 года.
В 2006 году Шешенин принял участие в моносерии Lada Revolution, по результатам турнира стал четвёртым. В 2008 году снова выступил в последнем сезоне этого монокубка, стал серебряным призёром.
В 2009 году Владимир дебютировал в Russian Touring Car Championship в классе «Туринг лайт». На следующий год, выступая в этой же серии, он занял четвёртое место в личном зачёте и второе — в командном. В 2011 и 2012 годах участвовал в Кубке «Лада Гранта». В 2012 году стал победителем Кубка России (в рамках серии Russian Racing Championship) в личном и командном зачётах в классе «Национальный», в 2013 — бронзовым призёром чемпионата России в классе «Туринг».  
В 2014 победитель гонки звезд «За рулем» 
2014 и 2016 годах Шешенин становился обладателем Кубка страны в классе «Национальный», также в 2016 участвовал в российском этапе TCR International Series. В 2017 году в составе команды LADA Sport Rosneft стал серебряным призёром в личном зачете и победителем командного зачета чемпионата России в классе «Туринг», в 2018 году стал восьмым в этом же классе. В 2019 году в Кубке России по кольцевым класса S1600 РСКГ занял 4 место, а 
в 2020 году стал чемпионом России в классе «Туринг-Лайт».
2021 год бронзовый призёр кубка России в классе « Супер-Продакшн» 
2023 год победитель 25 гонки чемпионов 
2024 год победитель 26 гонки чемрионов  

## Результаты выступлений
Гоночная карьера
| Год  | Серия                                                        | Место |
| ---- | ------------------------------------------------------------ | ----- |
| 2005 | Российская Формула-1600                                      |       |
| 2006 | LADA Revolution Cup                                          | 4     |
| 2008 | LADA Revolution Cup                                          | 2     |
| 2009 | RTCC, класс «Туринг-Лайт»                                    |       |
| 2010 | RTCC, класс «Туринг-Лайт»                                    | 4     |
| 2011 | LADA Kalina Cup                                              | 3     |
| 2011 | LADA Granta Cup                                              | 19    |
| 2011 | Кубок России по ралли-кроссу                                 | 3     |
| 2012 | RRC, класс «Национальный»                                    | 1     |
| 2012 | RRC, класс «Туринг-Лайт»                                     | 3     |
| 2012 | LADA Granta Cup                                              | 3     |
| 2012 | Кубок России по зимним трековым гонкам, класс «Национальный» | 3     |
| 2013 | RRC, класс «Туринг»                                          | 3     |
| 2013 | LADA Granta Cup                                              | 14    |
| 2013 | Кубок России по трековым гонкам, класс «Национальный»        | 2     |
| 2014 | РСКГ, класс «Национальный»                                   | 1     |
| 2014 | «Гонка звёзд „За рулём“»                                     | 1     |
| 2015 | РСКГ, класс «Национальный»                                   | 2     |
| 2016 | РСКГ, класс «Национальный»                                   | 1     |